# فرانك فروست
فرانك فروست (بالإنجليزية: Frank Frost)‏ هو موسيقي أمريكي، ولد في 15 أبريل 1936 في أركنساس في الولايات المتحدة، وتوفي في 12 أكتوبر 1999 في Helena, Arkansas ‏ في الولايات المتحدة بسبب نوبة قلبية.

## وصلات خارجية
- فرانك فروست على موقع IMDb (الإنجليزية)
- فرانك فروست على موقع ميوزك برينز (الإنجليزية)
- فرانك فروست على موقع ديسكوغز (الإنجليزية)